# (60558) Echeclus
(60558) Echeclus ist ein Asteroid des Zentauren-Typs, der am 3. März 2000 im Rahmen des Spacewatch-Programms entdeckt wurde.
Er zeigt – wie z. B. auch der Zentaur-Asteroid (2060) Chiron – Hinweise einer Koma, die sich um den Himmelskörper ausbildet. Dies wäre ein typisches Merkmal eines Kometen. Er trägt daher zusätzlich auch die Bezeichnung 174P/Echeclus.
Der Name des Asteroiden ist von dem Kentauren Echeclus aus der griechischen Mythologie abgeleitet.